# Колумбија (град)
Колумбија (енгл. Columbia) је главни град америчке савезне државе Јужна Каролина. По подацима из 2009. године у граду је живело 127.029 становника.
Овде се налази Зоолошки врт Речна обала.

## Географија
Колумбија се налази на надморској висини од 89 m.

## Демографија
По попису из 2010. године број становника је 129.272, што је 12.994 (11,2%) становника више него 2000. године.
|                   | 2010.            | 2000.            |
| Укупно            | 129 272 (100,0%) | 116 278 (100,0%) |
| Белци             | 64 062 (49,56%)  | 55 993 (48,15%)  |
| Афроамериканци    | 54 537 (42,19%)  | 53 465 (45,98%)  |
| Хиспаноамериканци | 5 622 (4,349%)   | 3 520 (3,027%)   |
| Азијати           | 2 879 (2,227%)   | 2 008 (1,727%)   |
| Остали            | 2 172 (1,680%)   | 1 292 (1,111%)   |

## Партнерски градови
- Кајзерслаутерн
- Клуж-Напока
- Чељабинск
- Пловдив
- Јибин
- Акра